# Alô, Christina
Alô, Christina (depois Alô, Crystynah) foi um programa de televisão brasileiro apresentado pela jornalista carioca Christina Rocha.
Foi exibido entre 30 de abril de 1997 e 11 de fevereiro de 1998 nas noites de quarta-feira pelo SBT.  O programa foi baseado no sucesso italiano Pronto, Raffaella?, programa que revelou a grande dama da televisão italiana, Raffaela Carrà, que atualmente comanda um programa semanal em horário nobre na maior emissora de TV do país.
O programa continha várias atrações. Entretanto, o quadro do programa que fazia mais sucesso era quando a apresentadora fazia telefonemas surpresas para pessoas que haviam enviado cartas para o programa, as quais só ganhariam prêmios se atendessem ao telefone com um «Alô, Christina!».
Em entrevista ao portal do SBT, em 2010, a apresentadora relatou o impacto positivo que o programa teve sobre sua imagem pública:
«Foi uma divisão de águas na minha vida. Até começar o Casos de Família, não era a Christina do Aqui Agora, era a do Alô, Christina.»
Por motivos de baixa audiência, o programa foi extinto em março de 1998, pouco tempo antes de completar um ano no ar. 